# Catocala aspasia
Catocala aspasia är en fjärilsart som beskrevs av Auct. nec Strecker. Catocala aspasia ingår i släktet Catocala och familjen nattflyn. Inga underarter finns listade i Catalogue of Life.